# Palomena
Genre
Palomena est un genre d'insectes hémiptères du sous-ordre des hétéroptères (punaises), de la famille des Pentatomidae, sous-famille des Pentatominae, et de la tribu des Carpocorini.

## Historique et dénomination
Le genre a été décrit par les naturalistes français Étienne Mulsant et Claudius Rey en 1866.

### Synonymie
- Epagathus Distant, 1921

## Taxinomie
Liste des espèces
- Palomena angulata (Puton, 1871)
- Palomena angulosa (Motschulsky, 1861)
- Palomena assamensis Zheng & Ling, 1989
- Palomena balakotensis Zaidi & Ahmad, 1991
- Palomena chapana (Distant, 1921)
- Palomena formosa Vidal, 1940
- Palomena hsiaoi Zheng & Ling, 1989
- Palomena hunanensis Lin & Zhang, 1992
- Palomena indica Zheng & Ling, 1989
- Palomena limbata Jakovlev, 1904
- Palomena mursili Linnavuori, 1984
- Palomena prasina (Linnaeus, 1761)
- Palomena reuteri Distant, 1879
- Palomena rubricornis Scott, 1874
- Palomena serresi Meunier, 1915 †
- Palomena similis Zheng & Ling, 1989
- Palomena spinosa Distant, 1880
- Palomena tibetana Zheng & Ling, 1989
- Palomena unicolorella Kirkaldy, 1909
- Palomena viridissima (Poda, 1761)

Seules trois espèces sont rencontrées en Europe:
- Palomena formosa Vidal, 1940[1]
- Palomena prasina (Linnaeus, 1761)
- Palomena viridissima (Poda, 1761)

### Publication originale
- Mulsant, E. et Rey, C., « Histoire naturelle des punaises de France, deuxième tribu, les Pentatomides (suite). », Annales de la Société Linnéenne de Lyon, vol. 14,‎ 1866, p. 1-288 (lire en ligne).